# André Beaucé
André Beaucé est un peintre français né le 23 mai 1911 à Rennes et mort le 2 janvier 1974 à Paris 13e.

## Biographie
Élève de l'École des beaux-arts de Rennes, diplômé de l'École nationale supérieure des arts décoratifs où il est admis en 1932, André Beaucé est élève aux ateliers d'André Lhote et de Simon, avec Yves Brayer.
Il obtint le prix Abd-el-Tif  en 1946. Habitué du Salon d'automne, peintre moderniste et de « grand talent », il est reconnu par les pairs de la critique comme  créateur d'une œuvre d'un « expressionnisme d'une austétité atténuée par la force des couleurs ». Il est nommé professeur de dessin à la Ville de Paris. Il avait épousé Suzanne Edith Grenet (1913-1981).

## Œuvres dans les collections publiques
- Alger, musée national des Beaux-Arts.

## Expositions
- Paris, 1936 à 1945, Salon de la Société nationale des beaux-arts.
- Tunis, 1946, Exposition de l'Afrique française.
- Alger, 1947,  Abd-el-Tif.
- Paris, 1948, galerie Letourneur.
- Paris, de 1950 à 1960, Salon d'automne et Salon Comparaisons.
- Paris, 1962, galerie du Roy.
- Paris, mai 1963, Exposition organisée à l'occasion des États généraux du désarmement, Cercle Volney.
- Premier Salon Biarritz - San Sebastian : École de Paris - Peinture, sculpture : Yvette Alde, André Beauce, Georges-André Klein, Adrienne Jouclard, Jean Joyet, Robert Lotiron, Roland Bierge, Andrée Bordeaux-Le Pecq, Jack Chambrin, Paul Charlemagne, Rodolphe Caillaux, Jean Cluseau-Lanauve, Paul Collomb, Jean-Joseph Crotti, Gen Paul, Antonio Guansé, Henri Hayden, Franck Innocent, Daniel du Janerand, Adrienne Jouclard, Jean Joyet, Germaine Lacaze, André La Vernède, Robert Lotiron, Jean Navarre, Roland Oudot, Maurice Verdier, Henry de Waroquier, casino Bellevue, Biarritz et musée San Telmo, Saint-Sébastien (Espagne), juillet-septembre 1965[5].
- Vente de l'atelier André Beaucé, Jean Hoebanx, commissaire-priseur, Hôtel Drouot, Paris, 20 novembre 1984[6].
- André Beaucé, Émile Sabouraud et huit autres peintres, Galerie Danielle Bourdette-Gorzkowski, Honfleur, juin-juillet 2012[7].
- Des natures mortes à Honfleur, galerie Danielle Bourdette-Gorzkowski, Honfleur, novembre 2013 - janvier 2014[8].
- Regards croisés, Galerie Danielle Bourdette-Gorzkowski, Honfleur, juillet 2016[9].
- Au-delà du portrait - André Beauce, Christian Caillard, Nicolaï Dronnikov, Yvonne Guégan, Georges-André Klein, Serge Labégorre, Émile Sabouraud, Galerie Bourdette Gorzkowski, Honfleur, novembre 2023 - janvier 2024[10].

## Réception critique
- « Les Beaux-Arts de Rennes, puis les Arts décoratifs à Paris, ont conduit cet artiste breton vers la décoration, l'illustration et le paysage qu'il traduit de manière de plus en plus elliptique. » - Gérald Schurr[2].